# 伊克利特
伊克利特是以色列控制下的一个巴勒斯坦基督徒村庄，位于阿卡东北25（16英里）。根据聯合國大會第181號決議，當地原本計劃是阿拉伯人国家的一部分，但伊克利特在1948年阿拉伯-以色列戰爭期间被以色列國防軍占领。  當地所有的基督徒居民都被迫逃往黎巴嫩或以色列其他地方。1951年，应伊克利特村民的请求，以色列最高法院裁定允许伊克利特的居民返回家园 。 